# 滋賀県立長浜農業高等学校
滋賀県立長浜農業高等学校（しがけんりつ ながはまのうぎょうこうとうがっこう）は、滋賀県長浜市に所在する公立の農業高等学校。

## 設置学科
- 農業科
- 食品科
- 園芸科

## 沿革
- 1896年 - 滋賀県蚕糸業組合立簡易蚕業学校が開校。
- 1898年 - 県立移管、滋賀県蚕業学校と改称。
- 1899年 - 滋賀県立滋賀県農学校が開校。
- 1908年 - 滋賀県立長浜農学校と改称。
- 1948年 - 滋賀県立長浜南高等学校と改称。
- 1949年 - 統合により滋賀県立長浜高等学校南校舎と改称。
- 1952年 - 滋賀県立長浜南高等学校と改称。
- 1955年 - 滋賀県立長浜農業高等学校と改称。
- 1998年 - 創立100周年記念式典を挙行。
- 2014年4月 - 生物活用科、ガーデン科、食品科学科、環境デザイン科の全4学科の生徒募集を停止し、農業科、食品科、園芸科の3学科を設置、学科再編。

## 出身者
- 群青 - ダンサー[1]
- tetsuya - L'Arc〜en〜Ciel　ベーシスト